# 札幌車站客運總站
札幌車站客運總站（日语：／ Sapporo eki basu tāminaru */?），位於日本北海道札幌市中央區，是札幌車站總合開發設置的客運總站。
為了配合北海道新幹線札幌站的興建工程，客運總站於2023年9月30日起關閉，巴士停車點暫時散落在札幌站附近多條街道。

## 概要
車站在札幌車站南口附近，札幌ESTA1樓。到發了許多連結北海道主要城市長途客運路線。
車站裡有北，中，南3個巴士專線，月臺符號了1—18號。但6號月臺後邊有下車月臺，所以總數有19個月臺。

## 櫃臺
各公司各有售票櫃臺，早晨和深夜沒有辦理。
- JR北海道巴士
  - 國鐵巴士時代以來、和火車分別了獨自售票櫃臺、機能了客運站。
  - 3號月臺設有路線案内專用櫃臺。
  - 自動售票機可以發售開往小樽方面高速巴士車票。
  - 在地下1樓的JR旅遊中心也可以發票。
- 道南巴士
  - 10號月臺設有售票櫃臺。
  - 發售車票，道南巴士卡和預定次日長途客運車票。
- 定鐵・沿岸巴士
  - 12月臺設有售票櫃臺。JR北海道巴士替該公司辦理。
  - 發售定鐵路線車票，月票，企劃車票和發售及預定沿岸巴士營運的「特急羽幌號」。
  - 在地下1樓的JR旅遊中心也可以發票。
- 北海道中央巴士
  - 15號月臺設有售票櫃臺。
  - 自動售票機可以買車票（單程，往返)。
  - 有一部分車票在地下1樓的JR旅遊中心也可以發票。
  - 預定和發售定期觀光巴士車票，在2樓定期觀光專用櫃臺發售。

## 月臺
- 北專線 - 1—6月臺、專線顏色為藍。
- 中專線 - 7—12月臺、專線顏色為紅。
- 南專線 - 13—18月臺、專線顏色為綠。

### 北專線
到發JR北海道巴士及往小樽方面高速巴士

#### 1月臺
- 北海道中央巴士、JR北海道巴士
  - 高速小樽號　開往小樽車站前（經圓山/經北大）
- 北海道中央巴士
  - 高速小樽號　開往小樽築港車站（經圓山・望洋臺）
  - 高速余市號　開往余市梅川車庫（經圓山・小樽車站前）
  - 高速積丹號　開往美國・積丹神威岬（經圓山・小樽車站前）
  - 高速岩內号　開往岩內總站（經圓山・小樽車站前）
  - 高速二世古號　開往二世古休息之村（經圓山・小樽車站前・俱知安十字街）

#### 2月臺
- 2 北鄉線　開往JR白石車站北口（經苗穗車站・北鄉5条3丁目）
- 5 米里線　開往白陵高校前（經巴士中心・菊水車站前）
- 7 米里線　開往白陵高校前（經國立醫院前・菊水車站前）
- 8 米里線　開往大麻11丁目（經米里1条2丁目）

#### 3月臺
- 1 新札幌線　開往新札幌車站
- 1-3 新札幌線　開往新札幌車站（經札幌展覽中心）

#### 4月臺
- 33 北廣島線　開往北廣島車站（經大谷地總站）
- 高速襟裳號　開往襟裳（經浦河・樣似）
- 高速廣尾聖誕號　開往廣尾（廣尾6丁目）（經浦河向別）
- 高速襟裳・廣尾號（繁忙時期營運）　開往廣尾車站（經浦河・襟裳）
- 新日本海渡輪連絡巴士（繁忙時期營運）　開往苫小牧東港

#### 5月臺
- 55 手稻線　開往手稻營業所前（經地鐵宮之澤車站・手稻車站南口）
- 57 手稻鑛山線　開往手稻鑛山通（經地鐵宮之澤車站・手稻車站南口）
- 61 西町線　開往地鐵宮之澤車站（經西區公所前）
- 80 試驗場線　開往運転免許試驗場（經地鐵宮之澤車站）

#### 6月臺
- 快速64 快速手稻Liner　開往手稻礦山通（經手稻車站南口）
- 溜達札幌觀光巴士（夏季營運）　開往動物園正門前・大倉山競技場方向
- 特急70  手稻山線（冬季營運）　開往Teine Highland（經地鐵宮之澤車站）
- 高速 札幌國際滑雪場線（冬季營運）　開往札幌國際滑雪場（經札樽道）

### 中專線
到發了舊札幌市營巴士路線、定鐵、一部份長途公車等

#### 7月臺
- JR北海道巴士
  - 51 啟明線　開往啟明總站（經西11丁目車站前・醫大病院前）
  - 53 啟明線　開往啟明總站（經西11丁目車站前・中央區公所前）
- 定鐵
  - 南54 真駒內線　開往真駒內本町・南町4丁目（經西11丁目車站前・南21条西11丁目）

#### 8月臺
- 北海道中央巴士
  - 高速岩見澤號　開往岩見澤總站・Greenland遊樂園
  - 高速三笠號　開往三笠市民會館（經岩見澤總站）
  - 高速栗山號　開往栗山車站（經江別東IC入口・南幌Bureau・栗澤車站）
  - 高速夕張號　開往夕張・RACEY度假區（經江別東IC入口・南幌Bureau・北長沼・栗山車站）
  - 札幌散策巴士（夏季營運）　開往市内循環（經大通公園・圓山動物園・鐘樓前）

#### 9月臺
- 定鐵
  - 南55 藻岩線　開往硬石山・藻岩高校前（經薄野車站前・川沿1条1丁目）
  - 通勤Liner號　開往南沢4条3丁目（經川沿1条1丁目）

#### 10月臺
- 道南巴士
  - 高速Hasukappu號　開往苫小牧車站・駒澤大學前
  - 高速溫泉號　開往登別溫泉方向
  - 高速飛馬號　開往浦河總站・優駿之里（經門別・靜内）
  - 高速白鳥號　開往室蘭觀光協會前（經幌別）
  - 高速伊達Liner號　開往伊達車站前（經白鳥臺）
  - 高速室蘭足球號　開往室蘭大谷高校
  - 高速日高號　開往日高總站（經門別・平取）
  - 札幌洞爺湖線　開往洞爺湖溫泉（經定山溪・留壽都娛樂地）
  - 札幌豊浦線　徑豊浦潮騷前（經定山渓・留壽都娛樂地・洞爺湖溫泉）
  - 二世古山Liner（冬季營運）　開往酒店北方娛樂地An'nupuri（徑二世古比羅夫・希爾頓二世古村）

#### 11月臺
- 沿岸巴士
  - 特急羽幌號　開往總公司總站（羽幌）・豐富營業所（經道央道・留萌元川町・小平中央）
  - 特急羽幌號　開往總公司總站（羽幌）（經國道231號線・厚田支所・幌・增毛・留萌車站前・小平中央）

#### 12月臺
- 定鐵
  - 快速7 定山溪線　開往豐瀧・定山溪車庫前・豐平峽溫泉（經薄野車站前・川沿16条2丁目）
  - 快速7 定山溪線　開往藤野4条11丁目・豐瀧（經薄野車站前・藤野4条5丁目）
  - 快速8 定山溪線　開往豐瀧・定山溪溫泉（經薄野車站前・石山中央）
  - 快速8 定山溪線　開往藤野3条2丁目（經薄野車站前）
  - 直行 定山溪溫泉河童Liner號　開往豐平峽溫泉（經小金湯・定山溪湯之町・第一飯店前・定山溪）

### 南專線
到發北海道中央巴士及和它聯營的長途公車。

#### 13月臺
- 高速瀧川號　開往瀧川總站・瀧川營業所（直達/經砂川市立醫院）
- 高速新十津川號　開往新十津川役場（經瀧川總站）
- 高速留萌號　開往留萌總站（直達/經瀧川總站/經深川市立醫院）
- 高速苫小牧號　開往苫小牧車站・苫小牧輪渡總站
- 高速室蘭號　開往室蘭産業會館前（經幌別）・開往室蘭大谷高校

#### 14月臺
- 高速旭川號（和JR北海道巴士，道北巴士聯營）開往旭川總站・旭川車站前
- 高速流冰紋別號（和JR北海道巴士，道北巴士，北紋巴士聯營）開往紋別總站（直達/經旭川車站前）
- 高速遠輕號（和道北巴士，北海道北見巴士聯營），開往遠輕總站（直達/經旭川車站前）

#### 15月臺
- 高速名寄號（和道北巴士聯營）　開往名寄車站前（經和寒・士別）
- 星光釧路號（和阿寒巴士，釧路巴士聯營）　開往釧路車站前・釧路巴士總公司總站
  - ※夜行班次開車在東急南邊的札幌駅前2號巴士站

- Dreamint鄂霍次克號（和網走巴士，北海道北見巴士聯營）　開往網走車站前・網走總站（經北見・美幌・女滿別）

#### 16月臺
- 高速富良野號　開往蘆別・富良野車站前（經赤平車站前）
- 高速函館號（和道南巴士，北都交通聯營）開往新函館北斗車站・函館車站前・湯之川溫泉
  - ※夜行班次開車在東急南邊的札幌駅前2號巴士站
- Potato Liner號（和北都交通，JR北海道巴士，十勝巴士，北海道拓殖巴士聯營）開往帯廣車站總站・十勝川溫泉
  - ※除了直達班次

#### 17月臺
- 定期觀光巴士
- 札幌・二世古號（冬季運行、二世古巴士營運）　開往二世古An'nupuri（經二世古比羅夫・希爾頓二世古村）
- 滑雪巴士（冬季營運，和定鐵聯營）　開往札幌國際滑雪場（經定山溪溫泉）

#### 18月臺
- 定期觀光巴士
- 札幌喜樂樂線（冬季營運，JR北海道巴士聯營）　開往喜樂樂度假區

#### 只能下車
到札幌班次之中只能下車班次。搭乘出發札幌班次，北海道中央巴士札幌總站可以上車。
- 飛鷹Liner晝行班次（和斜里巴士聯營）

### 下車
- JR北海道巴士，定鐵，道南巴士，從小樽方向到本站班次，在街道上的下車場下車。
- 北海道中央巴士及聯營公司，沿岸巴士路線在各上車月臺裡下車。
- 繁忙時及飛鷹LIner夜行班次等路線在舊Loft前“札幌駅前”公車站辦理。

### 稱呼
各公司各有本站的稱呼。
- “JR札幌車站” - JR北海道巴士
- “札幌車站前總站” - 北海道中央巴士及聯營公司，沿岸巴士
- “札幌車站前” - 道南巴士
- “札幌車站” - 定鐵

## 脚注
1. ↑  国土交通省自動車交通局 一般バスターミナル現況PDF

## 外部連結
- 札幌周辺公共交通案内 （页面存档备份，存于） （日語）